# Olearia
 Olearia  Moench, 1802 è un genere di piante angiosperme dicotiledoni della famiglia delle Asteraceae, sottofamiglia Asteroideae, tribù Astereae (Aster lineage) e sottotribù Brachyscominae.

## Etimologia
Il nome del genere deriva probabilmente da Adam Olearius (1603-1671), botanico tedesco.
Il nome scientifico del genere è stato definito dal botanico Conrad Moench (1744-1805) nella pubblicazione " Supplementum ad Methodum Plantas a Staminum situ Describendi. Marburgi Cattorum" ( Suppl. Meth. (Moench) 254) del 1802.

## Descrizione

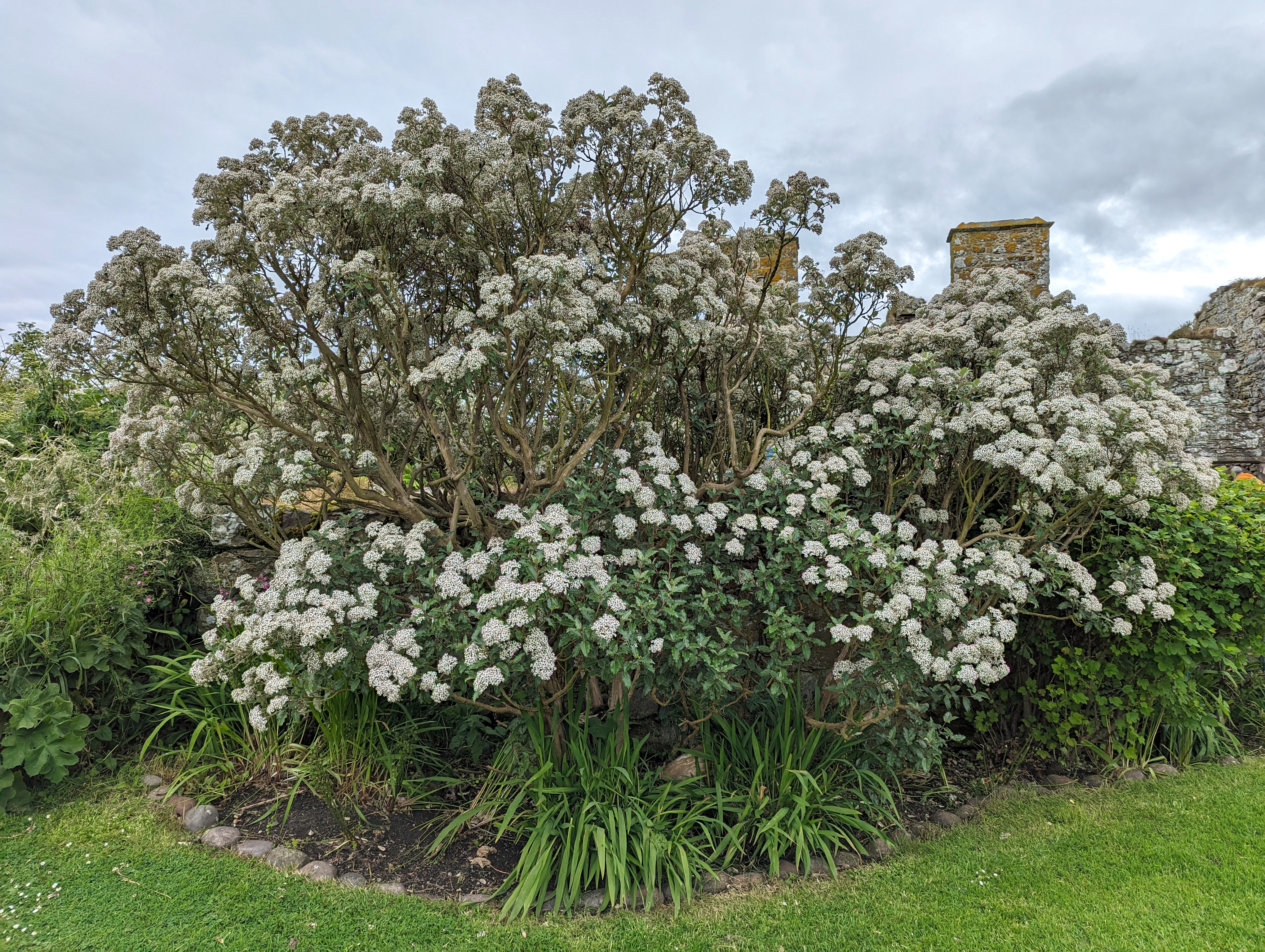
Il portamento
Olearia ilicifolia

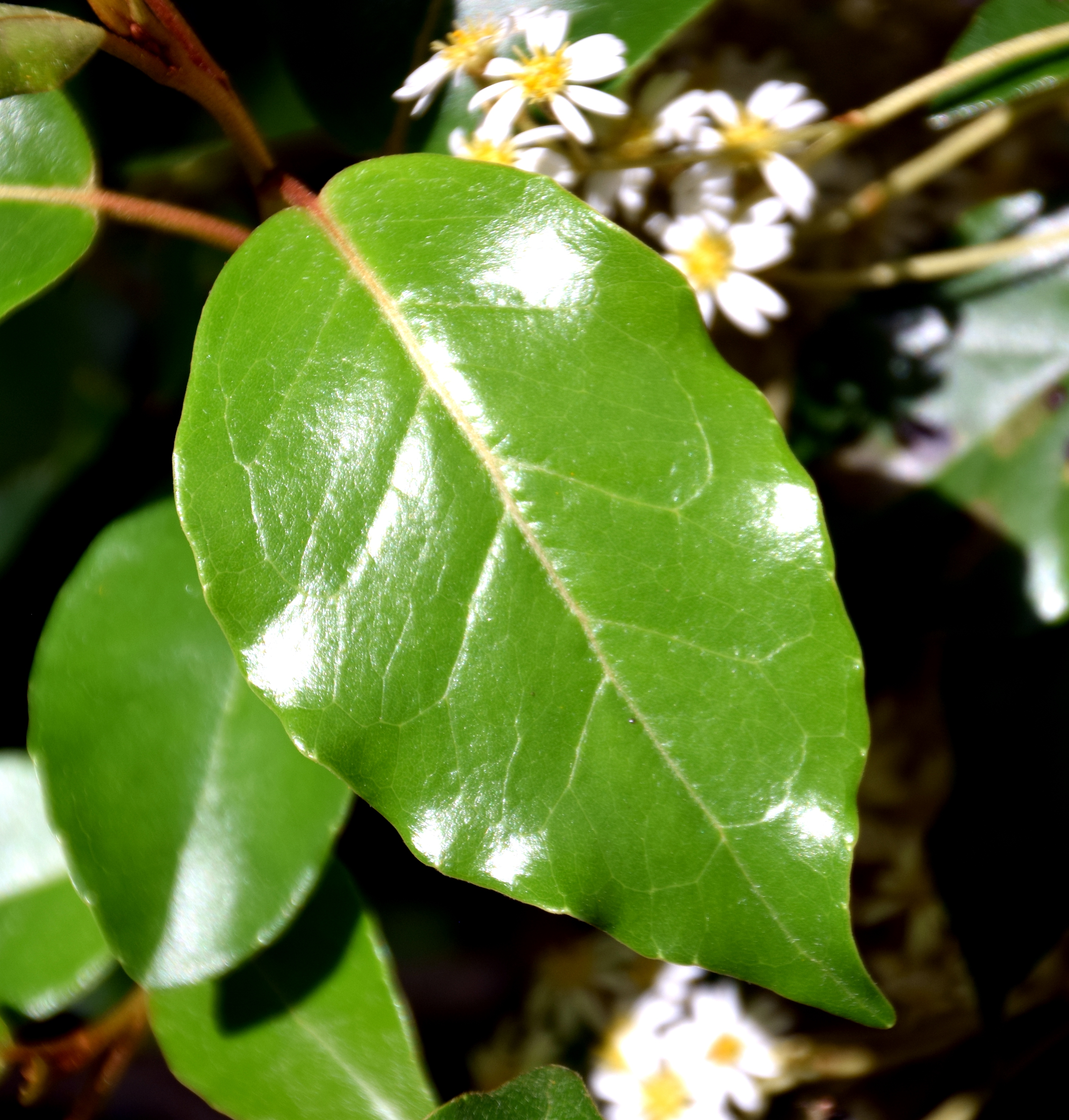
Le foglie
Olearia avicenniaefolia

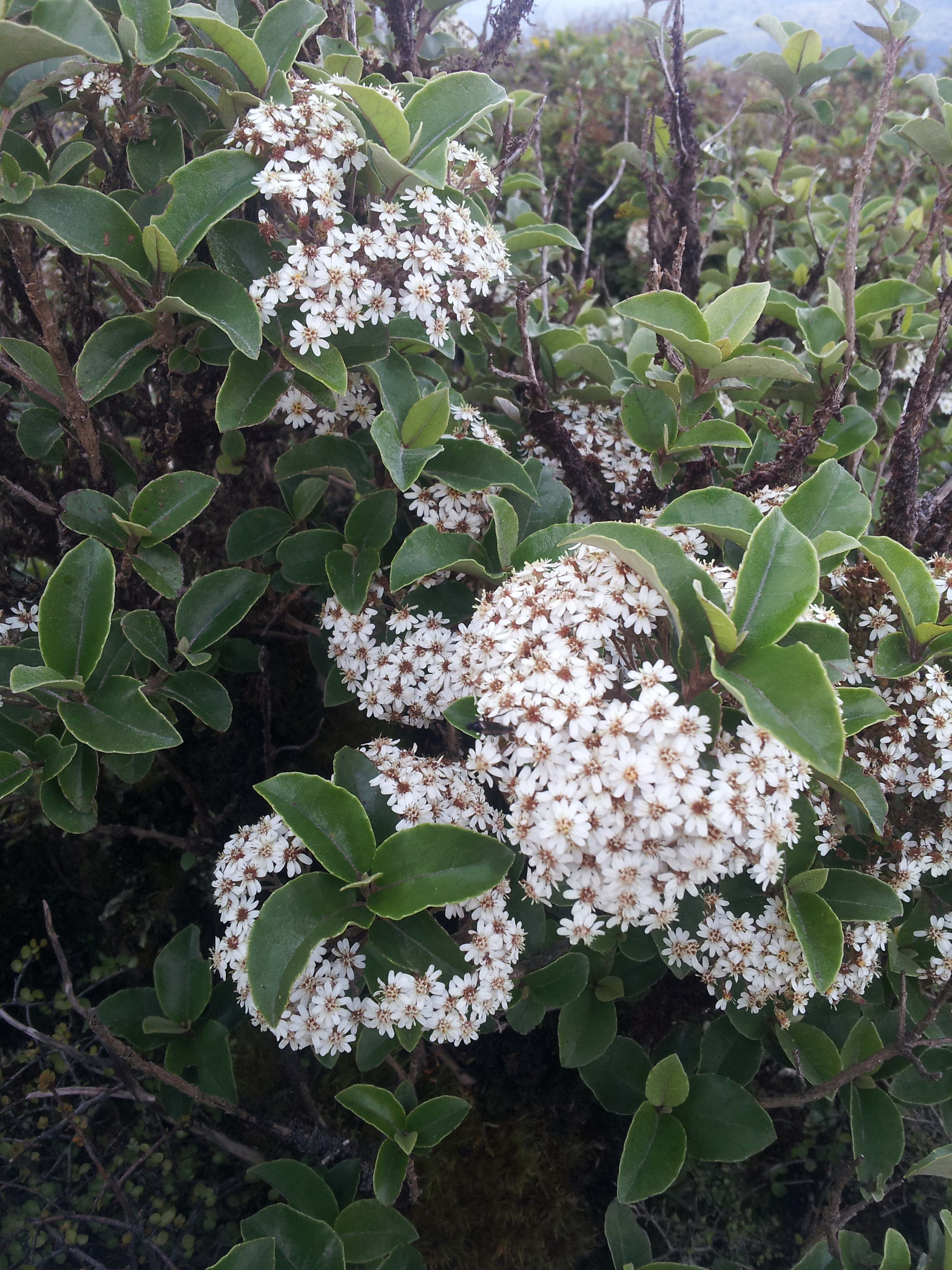
Infiorescenza
Olearia arborescens

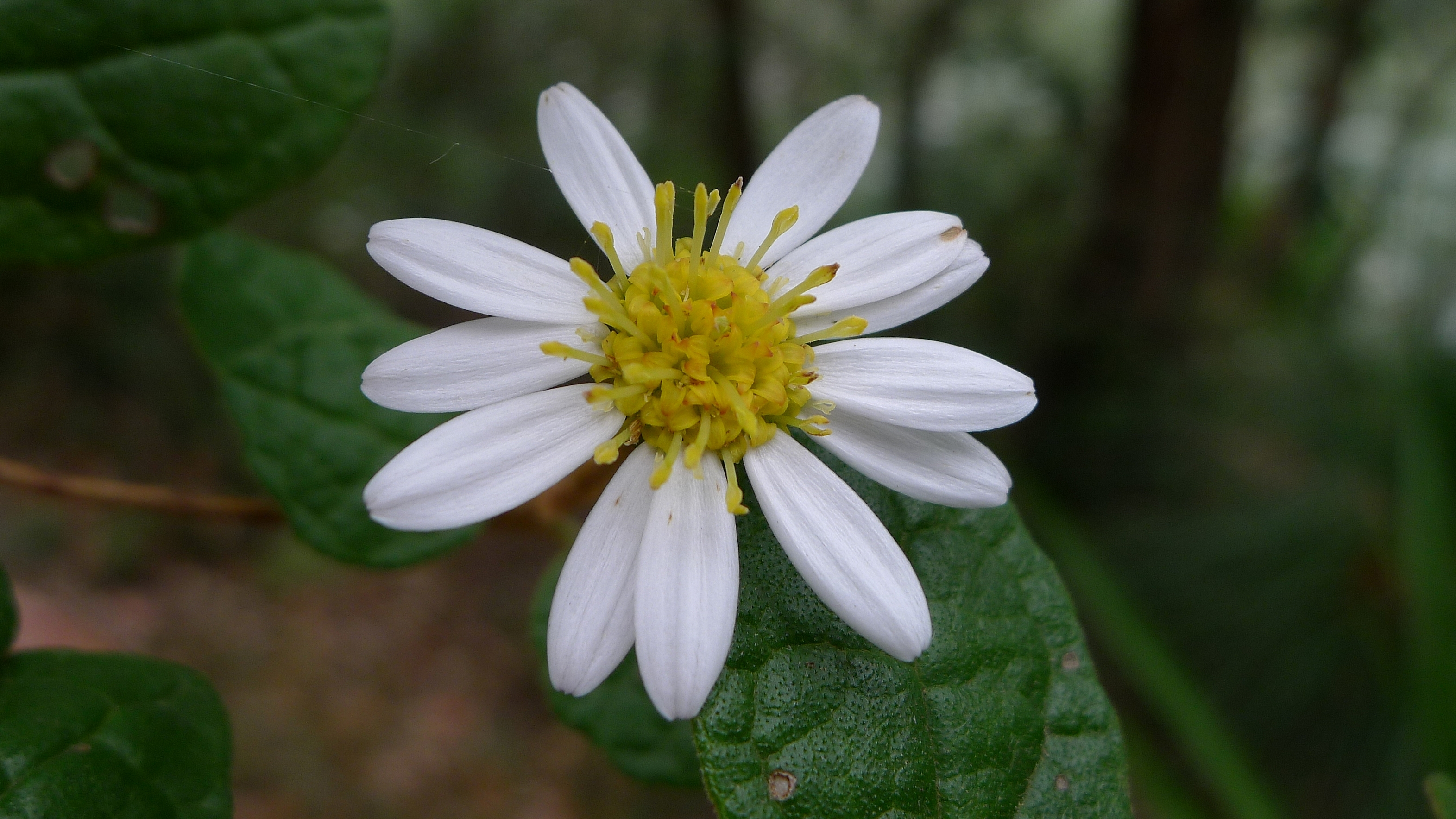
I fiori
Olearia tomentosa

Portamento. Le specie di questo genere hanno un habitus di tipo arbustivo con superficie da glabra a variamente pubescente a volte con peli stellati; altre volte può essere viscosa. Raramente sono presenti portamenti arborei.
Fusto. La parte aerea è eretta, semplice o ramosa. 
Foglie. Le foglie, cauline, sono disposte in modo alternato o opposto, picciolate o sessili. La lamina è semplice con forme da ampiamente ovate a lineari; i margini possono essere sia interi che dentati. La pagina abassiale talvolta è tomentosa.
Infiorescenza. Le sinflorescenze sono sia scapose (capolini solitari) che composte da diversi capolini raggruppati in corimbi, panicoli o tirsoidi. Le infiorescenze vere e proprie sono composte da un capolino terminale/ascellare sessile/peduncolato di tipo radiato con fiori eterogami. I capolini sono formati da un involucro, con forme da cilindriche a emisferiche, composto da diverse brattee, al cui interno un ricettacolo fa da base ai fiori di due tipi: fiori del raggio e fiori del disco. Le brattee, persistenti, con forme da lineai a lanceolate e non carenate ma con un margine scarioso e a consistenza erbacea, sono disposte in modo più o meno embricato su 2 - 6 serie. Il ricettacolo in genere è nudo ossia senza pagliette a protezione della base dei fiori; la forma varia da piatta a convessa.
Fiori.  I fiori sono tetra-ciclici (formati cioè da 4 verticilli: calice – corolla – androceo – gineceo) e pentameri (calice e corolla formati da 5 elementi). Si distinguono in:
- fiori del raggio (esterni): sono femminili e sono disposti su una sola serie; la forma è ligulata (zigomorfa); talvolta i fiori del raggio sono assenti;
- fiori del disco (centrali): sono più numerosi con forme brevemente tubulose (attinomorfe); sono ermafroditi.

- Formula fiorale:

*/x K {\displaystyle \infty }, [C (5), A (5)], G 2 (infero), achenio
- Calice: i sepali del calice sono ridotti ad una coroncina di squame.

- Corolla: la forma della corolla alla base è più o meno imbutiforme, mentre all'apice è ligulata a 5 (raramente 3) denti (i fiori del raggio) o brevemente tubolare con 5 (raramente 4) lobi (i fiori del disco); i lobi, patenti o eretti, hanno una forma deltata o più o meno lanceolata. I colori della corolla sono giallo (i fiori del disco) e violaceo (o porpora), bianco o blu (i fiori del raggio).

- Androceo: l'androceo è formato da 5 stami sorretti da filamenti generalmente liberi; gli stami sono connati e formano un manicotto circondante lo stilo; le teche (produttrici del polline) alla base sono troncate e sono lievemente auricolate (molto raramente sono speronate o hanno una coda); le appendici apicali delle antere hanno delle forme piatte e lanceolate; il tessuto endoteciale (rivestimento interno dell'antera) è quasi sempre polarizzato (con due superfici distinte: una verso l'esterno e una verso l'interno). Il polline è sferico con un diametro medio di circa 25 micron;  è tricolporato (con tre aperture sia di tipo a fessura che tipo isodiametrica o poro) ed è echinato (con punte sporgenti).[10][13]

- Gineceo: l'ovario è infero uniloculare formato da 2 carpelli.[6] Lo stilo (il recettore del polline) è profondamente bifido (con due stigmi divergenti) e con le linee stigmatiche marginali separate.[14] I due bracci dello stilo hanno una forma deltoide e sono papillosi o ricoperti da ciuffi di peli.

Frutti. I frutti sono degli acheni con un scarso pappo; in alcune specie è presente un certo dimorfismo (gli acheni dei fiori del raggio differiscono dagli acheni dei fiori del disco);
- achenio: gli acheni, con forme affusolate, sono lateralmente compressi (piatti) con 5 nervature laterali; la superficie è cosparsa da setole oppure è glabra; la parete dell'achenio è formata da celle contenenti rafidi ma prive di fitomelanina; il carpoforo normalmente è anulare; sono presenti setole con punte a forma di ancora;
- pappo: il pappo, persistente, è formato da due serie di setole disuguali.

## Biologia
Impollinazione: l'impollinazione avviene tramite insetti (impollinazione entomogama tramite farfalle diurne e notturne).

Riproduzione: la fecondazione avviene fondamentalmente tramite l'impollinazione dei fiori (vedi sopra).

Dispersione: i semi (gli acheni) cadendo a terra sono successivamente dispersi soprattutto da insetti tipo formiche (disseminazione mirmecoria). In questo tipo di piante avviene anche un altro tipo di dispersione: zoocoria. Infatti gli uncini delle brattee dell'involucro (se presenti) si agganciano ai peli degli animali di passaggio disperdendo così anche su lunghe distanze i semi della pianta. Inoltre per merito del pappo il vento può trasportare i semi anche a distanza di alcuni chilometri (disseminazione anemocora).

## Distribuzione e habitat
Le specie di questo genere sono distribuite in Australia, Nuova Guinea e Tasmania .

## Sistematica
La famiglia di appartenenza di questa voce (Asteraceae o Compositae, nomen conservandum) probabilmente originaria del Sud America, è la più numerosa del mondo vegetale, comprende oltre 23.000 specie distribuite su 1.535 generi, oppure 22.750 specie e 1.530 generi secondo altre fonti (una delle checklist più aggiornata elenca fino a 1.679 generi). La famiglia attualmente (2021) è divisa in 16 sottofamiglie; la sottofamiglia Asteroideae è una di queste e rappresenta l'evoluzione più recente di tutta la famiglia.

### Filogenesi
La tribù Astereae comprende circa 40 sottotribù. In base alle ultime ricerche nella tribù sono stati individuati (provvisoriamente) 5 principali lignaggi:
- Basal grade: include alcuni generi isolati, il gruppo "South American-Oceania",  alcune sottotribù africane e il gruppo dei generi legnosi del Madagascar.
- Bellis lineage: comprende le sottotribù eurasiatiche e una sottotribù africana.
- Aster lineage: include i generi asiatici di Asterinae e i principali gruppi dell'Australia e dell'Oceania.
- Baccharis lineage: include alcuni gruppi sudamericani.
- North American lineage: include la vasta gamma di sottotribù del Nordamerica, Messico e alcuni gruppi distribuiti nel Sudamerica.

Il genere  Olearia (insieme alla sottotribù Brachyscominae) è incluso nel Aster lineage i cui caratteri principali sono: la base delle antere sono prive di code e non sono calcarate (speronate); le linee stigmatiche dei bracci dello stilo sono totalmente separate; i due bracci dello stilo hanno una forma breve o allungata da lanceolata a deltoide e possono essere papillosi o ricoperti da ciuffi di peli (all'esterno, mentre all'interno sono glabri). La distribuzione della maggior parte delle specie di questo gruppo è nelle regioni temperate nord e sud.
La sottotribù Brachyscominae comprende oltre trenta generi suddivisi nei seguente gruppi:
- Brachyscome group
- Calotis group
- Vittadinia group
- Elachanthus group
- Incertae sedis
- Olearia Moench sensu stricto
- Unresolved Olearia segregates

 Olearia è incluso nel gruppo "Olearia Moench sensu stricto".  In precedenti trattazioni questo genere era descritto nella sottotribù Hinterhuberinae, ora considerata sinonimo della sottotribù Baccharidinae. Recenti studi, in considerazione della polifilia del gruppo, hanno segregato oltre 30 specie di Olearia formando 10 nuovi generi:
- Landerolaria Nesom (10 specie)
- Neolaria Nesom (3 specie)
- Phaseolaria Nesom (3 specie)
- Walsholaria Nesom (4 specie)
- Muellerolaria Nesom (2 specie)
- Eoglandula Nesom (2 specie) (1)
- Linealia Nesom (1 specie)
- Vicinia Nesom (2 specie)
- Wollemiaster Nesom (1 specie)
- Ephedrides Nesom (1 specie)

Nota (1): Eoglandula risulta un sinonimo di Spongotrichum (DC.) Nees ex Spach.
Inoltre altre 80 e più specie (sempre in base allo studio citato) dovrebbero essere trasferite nella sottotribù Celmisiinae  Saldivia, 2020. I gruppi presi in esame (e da trasferire) sono i seguenti:
- Olearia sect. Divaricaster: sono 13 specie della Nuova Zelanda tra le quali Olearia fimbriata, O. solandri, O. traversiorum e O. virgata.
- Questo è un altro gruppo della Nuova Zelanda di 8 specie caratterizzate dalla presenza di tricomi di tipo "lepidote"; tra le quali Olearia albida, O. nummularifolia e O. paniculata.
- 19 specie della Nuova Guinea tra le quali Olearia rufa e O. velutina.
- Altre specie con tricomi a forma di "T" o di "Y" (o altri caratteri peculiari):

- 14 specie della Nuova Zelanda; tra le quali Olearia allomii, O. arborescens, O. cheesemanii, O. fragrantissima, O. furfuracea, O. rani;
- 23 specie dell'Australia e Tasmania; tra le quali Olearia argophylla, O. chrysophylla, O. covenyi, O. ledifolia, O. megalophylla, O. myrsinoides, O. oppositifolia, O. pannosa, O. rosmarinifolia;
- una specie dall'isola di Lord Howe (Olearia mooneyi).

I caratteri distintivi del genere di questa voce sono:
- i capolini sono sia solitari che raggruppati in sinflorescenze;
- le brattee involucrali sono disposte su 2 - 6 serie;
- la superficie degli acheni varia da glabra a sericea;
- il pappo è formato da diverse setole di diversa lunghezza.

Il numero cromosomico delle specie di questo genere è: 2n = 18 (la base è n = 9).
Il genere comprende attualmente 157 specie.

### Sinonimi
Sono elencati alcuni sinonimi per questa entità:
- Haxtonia Caley ex G.Don
- Orestion  Raf.
- Shawia  J.R.Forst. & G.Forst.
- Steetzia  Sond.
- Steiractis  Raf.